# Приборный переулок

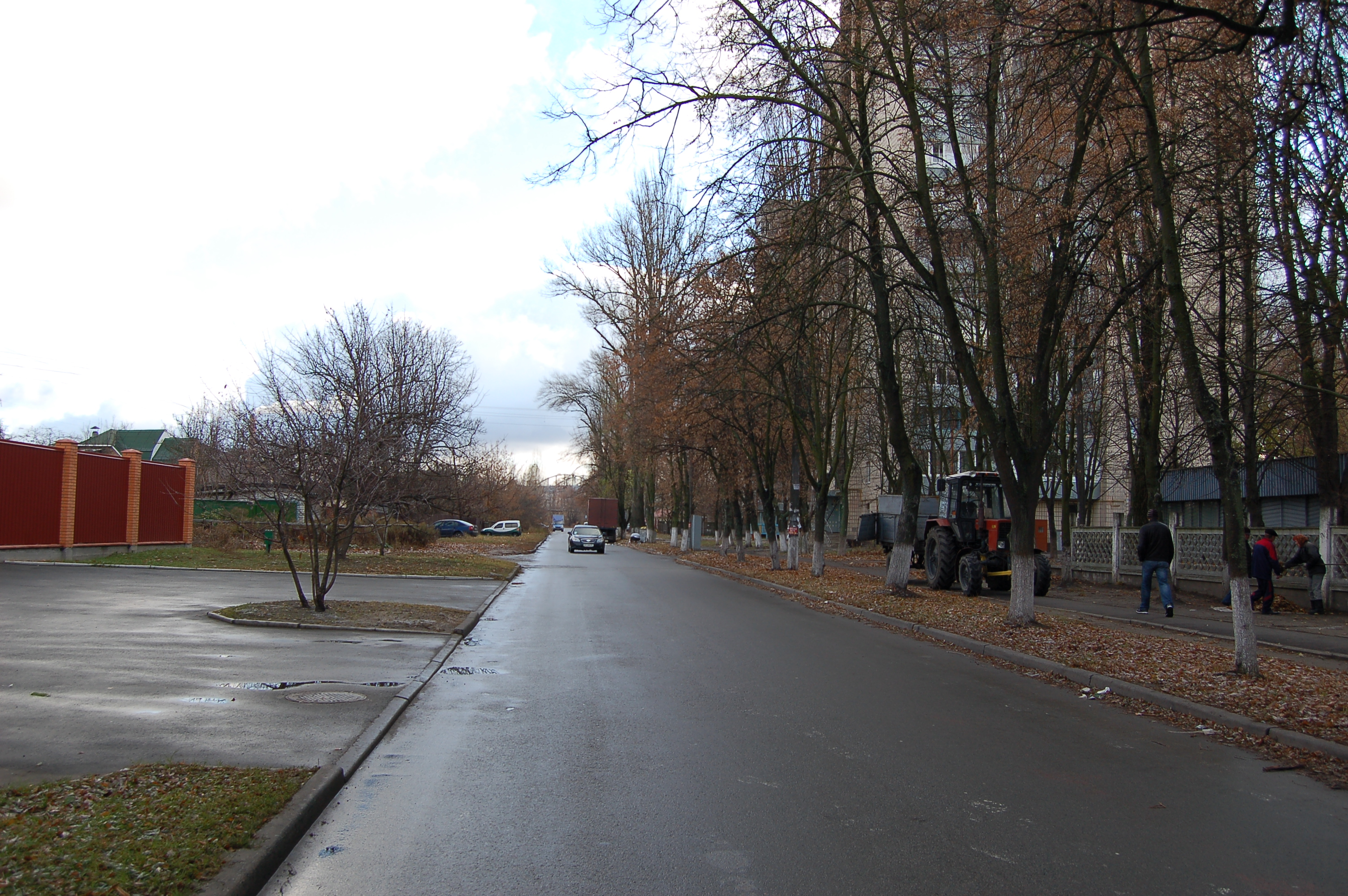
Приборный переулок (ноябрь 2011 года)

При́борный переу́лок (укр. Приладний провулок) расположен в Святошинском районе города Киева, жилые массивы Академгородок, Новобеличи. Пролегает от проспекта Академика Палладина до Рабочей улицы.
Протяжённость переулка — 460 м.
Переулок возник в середине XX столетия. Современное название употребляется с 1957 года. После перепланировки части Новобелич в 1970-е годы переулок фактически был преобразован в нечётную сторону улицы Генерала Наумова.

## Транспорт
- Ближайшая станция метро — «Академгородок»
- Автобус 97 (по улице Генерала Наумова)
- Железнодорожная платформа Новобеличи
- Маршрутные такси 200-К, 408, 438, 497, 497-К (по улице Генерала Наумова)

## Почтовый индекс
03164

## Географические координаты
координаты начала — 50°28′24″ с. ш. 30°21′52″ в. д.
координаты конца — 50°28′25″ с. ш. 30°21′29″ в. д.